# Allocosa obturata
Allocosa obturata là một loài nhện trong họ wolfspinnen (Lycosidae).
Loài này thuộc chi Allocosa. Allocosa obturata được George Newbold Lawrence miêu tả năm 1928.